# پاتریشا هیز
پاتریشا هِیز (انگلیسی: Patricia Hayes؛ ۲۲ دسامبر ۱۹۰۹ – ۱۹ سپتامبر ۱۹۹۸) هنرپیشه اهل بریتانیا بود.
از فیلم‌هایی که وی در آن نقش داشته است، می‌توان به داستان بی‌پایان، ماهی به نام وندا، بید، حتی کوتوله‌ها در آغاز کوچک بودند، نوت راکنی آمریکایی، دوریت کوچک و مرثیه جنگ اشاره کرد.